# Кароль Зиндрам Машковський
Кароль Зиндрам Машковський (пол. Karol Zyndram Maszkowski; нар. 26 травня 1868, Львів — пом. 24 березня 1938, Варшава) — польський живописець, вітражист, проєктувальник інтер'єрів, художник театру, педагог; член Товариства польських художників «Мистецтво» та товариства «Польське прикладне мистецтво».

## Біографія
Народився 26 травня 1868 року у місті Львові (тепер Україна). Навчався у Ягеллонському університеті; у 1887–1892 роках — у Краківській школі образотворчого мистецтва; у 1891–1892 роках вивчав живопис у Людвіка фон Лоффтца у Мюнхені; у 1894–1896 роках — у Парижі в ательє Л. Жерома та Академії Жуліана.
У 1896–1905, 1909–1910, 1914 роках працював у Львові; у 1898–1900 та 1910–1914 роках — у Кракові (був художнім директором Технічнопромислового музею та викладав вечірній рисунок у Краківській академії мистецтв); у 1900–1907 роках — на Гуцульщині. У 1914–1917 роках — офіцер Польських легіонів.
З 1925 року — у Познані, працював директором Державної школи декоративного мистецтва і художнього промислу.
Помер у Варшаві 24 березня 1938 року. Похований на Військовому цвинтарі Повонзках.

## Творчість
Автор олійних портретів, сцен із життя гуцулів, пейзажів, інтер'єрів, натюрмортів, вітражів. Робив розписи у церквах, костелах, каплицях в Україні і Польщі. Проєктував меблі, створював театральні декорації, костюми, плакати, книжкові обкладинки. Серед робіт:
- серія «Прядильниці» (1905);
- афіша «Pierwsza Wystawa Współczesnej Polskiej Sztuki Kościelnej w Krakowie» (1911);

живопис
- «Г. Опенський» (1893);
- «У гуцульській хаті» (1897);
- «Стара хата» (1903);
- «Осінній вечір» (1904);
- «Гуцульські колядники» (1905);
- «Гуцулка» (1905);
- «Русинка» (1906);
- «Гуцул із Жаб'є» (1906);
- «Краєвид з-під Пруту» (1907);
- «Ю. Пілсудський» (1916);

цикли
- «Краєвиди з Покуття» (1896);

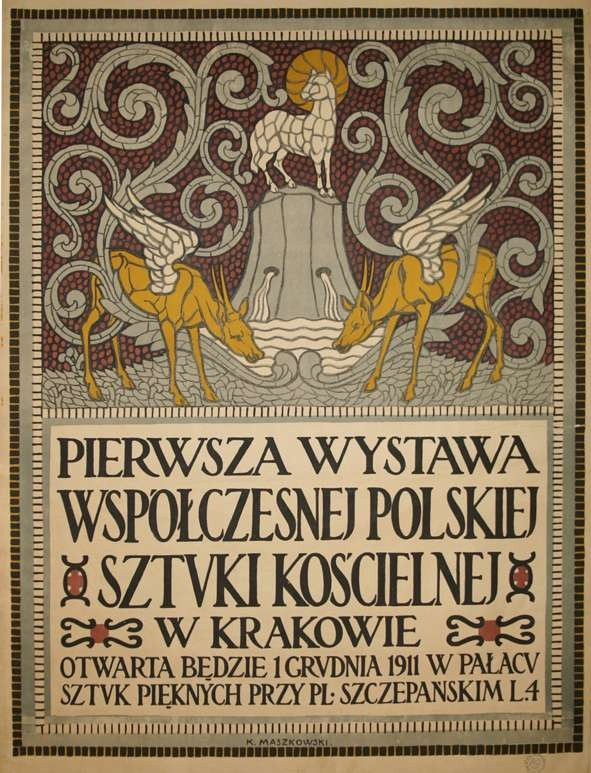
Афіша «Pierwsza Wystawa Współczesnej Polskiej Sztuki Kościelnej w Krakowie».

- «Інтер'єри українських і молдавських церков» (1908–09);

вітражі
- «Святий Яцек» (1909—1910, домініканський костел у Кракові);
- у куполі Вірменської церкви у Львові (1909—1910);
- «Архангел Михаїл» (1923, костел святого Михаїла у селі Заріччі, нині Підкарпатського воєводства, Польща).

Автор досліджень і статей польською мовою з питань гуцульської етнології, декоративно-ужиткового мистецтвава.
Брав участь у мистецьких виставках з 1896 року. Персональна відбулася у Львові у 1905 році.
Окремі роботи художника зберігаються у Львівській галереї мистецтв, Національному музеї у Львові, музеях Польщі.